# 杉本聖奈
杉本 聖奈 (すぎもと まりな、1986年生まれ）は、東京都出身のイラスト作家である。

## 人物
公式ホームページより引用
私は聴覚障がいです。手話、筆談、UDトークなどを使ってみなさんとお話します。人との繋がりを大切に、そしてその先にある道の向こうを知るために、沢山のイラストを描いて来ました。
私は鉄道や旅が大好きです。そこで出会った小さな草花も、目に焼き付けます。にぎやかで、静かで、目を閉じれば沢山の色のざわめき、そんな小さな事でも皆さんと共感したい、いつもそう願っています。
私の立体イラストは、緻密なパーツで仕上がります。それは、日常の何気ない時空間が、新しい「コトバ」として積み上がって行くからです。

これからも「つかまえた大切な一瞬」を表現する創作活動を続けて行こうと思います。

## 経歴
- 2009年
  - 3月：創形美術学校　ビジュアルデザイン科卒業
- 2011年
  - 12月：ギンザギャラリーハウスにて、初めての個展である「こころの絵カードの世界」展を開催する。独特の「立体イラスト」作品を40点程展示した。一部作品には、プロジェクションマッピング手法により、時間経過を表現し、以後「立体イラスト」作家として活動することとなる。
- 2012年
  - 3月：創形美術学校　研究科修了
  - 8～9月：渋谷東急ハンズギャラリーマーケットにて展示・販売
- 2013年
  - 3月：谷中・寺町美術館＆ギャラリーにて第２回個展である「こころの絵カードの世界・散歩」展を開催する。
- 2014年
  - 10月：下北沢スマートシップギャラリーにて第３回個展である「聖奈の絵はコトバ」出版記念展を開催する。
  - 12月：上大岡京急百貨店鉄道フェアで作品展示
- 2015年
  - 6～7月：地下鉄博物館として初の個人作家による展示会である「こころの絵カードと立体イラスト作品」展を開催する。
- 2016年
  - 7～8月：長野県上伊那郡宮田村で発達障がい児親の会発足記念講演会・作品展
  - 8月：障害者スポーツ文化センター横浜ラポールにて約60点の作品による個展である「こころの絵カードの世界」展 ～絵日記　プロローグ～を開催する。さらに、講演やワークショップも実施する。
  - 12～1月：入間市文化創造アトリエAMIGOでエントランス特別展示の「こころホッコリ・絵日記展」を開催する。
- 2017年
  - 2月：目黒パーシモンホールで開催の若年認知症フォーラムにて、認知症情報誌表紙原画展について講演する。
  - 3月：谷中・寺町美術館＆ギャラリーにて「こころの絵カードの世界」展を開催する。
  - 7月：入間市文化創造アトリエAMIGOで「こころの絵カードの世界展 ～電車で夏休み～」を開催し、小学生を相手にワークショップも実施する。
  - 9月：立体イラスト作品がブータン王室皇太后に献上される。
  - 11月：大泉学園ゆめりあギャラリーにて、第４回聴覚障害者芸術展に出展する。
- 2018年
  - 1～3月：江ノ電の２両編成の電車をイラストや絵日記で飾った電車ギャラリー「えのでん絵日記号」が運行される。
  - 3月：長谷夢ギャラリーで「えのでん絵日記号運転記念　こころの絵カードの世界」展を開催する。
  - 10月：鳥取県八頭郡八頭町の光澤寺のやずブータン村まつりにて作品展示や講演会を開催する。
  - 11月：練馬区立美術館で開催の第５回聴覚障害者芸術展に出展する。
- 2019年
  - 3月：品川区Ｏ美術館で開催の障害のあるアーティストと品川区民の合同美術展「光と陰」に出展する。
  - 4月：下北沢スマートシップギャラリーにて「日本鉄道賞特別賞受賞記念個展　旅と鉄道」を開催する。
  - 5月：たまプラーザ東急百貨店トレインパーク2019において、「立体イラスト作品展　～人生色々あるけれど…大好き鉄道！」開催する。
  - 6月：神宮前クロマティックギャラリーで開催のデフアート展に出展する。
  - 10月：鳥取市養源寺で「杉本聖奈　立体イラストの世界」展開催する。
  - 11月：池袋豊島区役所センタースクェアで開催の「2019パラアートフェスTOKYO」に出展する。
  - 12月：練馬区立美術館で開催の第６回聴覚障がい者芸術展に出展する。
- 2020年
  - 4月～：三井アウトレットパーク横浜ベイサイドマリーナで作品が常設展示となる。
  - 8月：東京芸術劇場ギャラリーで開催の「2020パラアートTOKYO 第7回国際交流展」に出展する。
- 2021年
  - 1月：流鉄「流星号」愛称板、つり革イラストデザインを担当する。
  - 3月：流鉄「令和3年3月3日記念乗車券セット」、記念号ヘッドマークデザインを担当する。
  - 3月：関内CafeツムギStationにて作品を展示する。
  - 10月：東京芸術劇場ギャラリーで開催の「2021パラアートTOKYO国際交流展」に出展する。
- 2022年
  - 4月：流鉄「令和4年4月4日記念乗車券セット」、記念号ヘッドマークデザインを担当する。
  - 9月：東京芸術劇場ギャラリーで開催の「2022パラアートTOKYO国際交流展」に出展し、パラアート賞を受賞する。
  - 10月：JR横浜タワーアトリウムで開催の「ミナトノ芸術交差展」に出展する。
  - 12月：タワーホール船堀展示室で開催の「第8回日本聴覚障害者芸術展」に出展する。
  - 12月：Luxembourg Art Prize 2022で芸術功労証書を受賞する。
- 2023年
  - 4月：ラポール上大岡で「こころの絵カードの世界展～その道の向こうへ～」を開催する。
  - 5月：流鉄「令和5年5月5日記念乗車券セット」、記念号ヘッドマークデザインを担当する。
  - 11月：町田ギャラリーパリオで開催の「第9回日本聴覚障がい者芸術展」に出展する。
  - 12月：東京芸術劇場ギャラリーで開催の「2023パラアートTOKYO国際交流展」に出展する。
- 2024年
  - 1月：有楽町マルイで開催の「鉄道写真･作家と異彩な世界の旅人展」に出展する。
  - 4月～5月：小田急ロマンスカーミュージアムで「小田急線の風に乗って」展示会を開催する。
  - 6月：流鉄「令和6年6月6日記念乗車券セット」、記念号ヘッドマークデザインを担当する。

## 立体イラスト
目で見た物を一瞬にして頭の中に焼き付ける。その驚くべき記憶力と観察力をもとに、

何百、何千もの絵を重ねて凹凸を出し、１つの場面を再現している。（読売新聞より）

## 商品デザイン
2013年 9月　東京メトロ「東京三歩」クッキー缶のデザイン担当

2018年 11月　「江ノ電グレープグミゼリー」パッケージデザイン担当

2020年 2月　 流鉄令和2年2月2日記念乗車券パッケージデザイン

　　　　　　　　にゃんにゃん号電車ヘッドマークデザイン
2021年 1月	流鉄「流星号」愛称板、つり革イラストデザイン担当

2021年 3月　流鉄「令和3年3月3日記念乗車券セット」デザイン担当

2022年 4月　流鉄「令和4年4月4日記念乗車券セット」デザイン担当

2022年11月　江ノ電「改行120周年記念のりおりくんセット」デザイン担当

2023年 5月　流鉄「令和5年5月5日記念乗車券セット」デザイン担当

2024年 3月　倉成酒店「北九梅」ラベルデザイン担当

## 出演
2012年 5月  NHK Eテレ「ろうを生きる 難聴を生きる」 前後編特集放送

2017年 7月  日テレ「ぶらり途中下車の旅」で作品、活動を紹介

2017年 7月  日テレ「news every. 気になる！」で作品、活動を紹介

2018年 1-3月 日テレ「news every. 気になる！」で「えのでん絵日記号」を紹介

2019年 8月  NHK Eテレ「ろうを生きる 難聴を生きる」 いざ水中世界へ！

　　　　　　～あるダイビングスクールの挑戦～ に出演

## 表彰
2018年　 10月	国交省による日本鉄道賞「アートで新しい鉄道の魅力創造」特別賞 受賞　以下、受賞理由（プレスリリースより抜萃）

日本各地の鉄道に乗車し、鉄道の絵を描き続けている杉本聖奈さんの作品は、車両とともに車内の乗客の姿をとらえ、それぞれの表情を丹念に描き込まれ、様々な人が乗車する様子からは鉄道に乗る楽しさが伝わってきます。

「鉄道の表情は乗客がつくる」という一貫したコンセプトのもと、オリジナルの視点で制作された数々の作品と創作活動は多くの人々に鉄道の新たな魅力に気付かせ、伝えるものであり、ここに「アートで新たな鉄道の魅力創造」特別賞を授与いたします。

## 出版書籍
2014年    7月	中央法規出版「聖奈の絵はコトバ」

		聴覚障害＋発達障害の子がイラスト作家になるまで

		以下、中央法規出版HP紹介より

		聖奈さんはイラスト作家として立体イラスト作品(３Ｄアート)の作成、東京メトロのクッキー缶のデザイン、個展の開催などの活動をしています。

		そんな聖奈さんの誕生から現在のイラスト作家に至るまでの道のりを一冊の本にまとめました。

		本書はオールカラーで、二人三脚で歩んできた子育て記を、母・香苗（かなえ）さんの文と、聖奈さん本人のイラストで温かく描いています。

		障害のある子の親、子育て中のパパ、ママに勇気と元気を与えてくれます。

## 出展
2011年12月 3日 	東京新聞 山手板、他「わくわくをカタチに」

2012年5～8月	独立行政法人高齢・障害・求職者雇用支援機構「障害者と雇用 働く広場」

　　　　　　　　No.416～419　「心のアート」連載

2013年12月15日	全日本ろうあ連盟季刊みみNo.142「コミュニケーション難民の経験を経て」

		同上「雲のすき間から見えたもの」

2014年 7月11日	朝日新聞東京版「心つなぐ絵 私のコトバ」

2014年 7月11日	東京新聞都心版「娘を理解したい 母に伝えたい」

2014年 8月 4日	福祉新聞「絵で伝わる言葉」

2014年 8月 1日	日本聴力障害新聞「聴覚障害＋発達障害の娘とその母親が綴った書籍、販売開始」

2014年 9月22日	毎日新聞東京版「聖奈の絵はコトバ」目黒の母娘 共著出版、来月記念展

2014年11月～	介護者がつくる認知症情報誌「でぃめんしあ」創刊号～

2014年12月15日	NPO法人平和の文化東京ユネスコクラブ会報Vol.7　「聖奈の絵はコトバ」

2015年 6月27日	東葉新聞都心版、他「気持ち伝える「青空メトロ」」

2015年 　 9月	日本障害者リハビリテーション協会雑誌「ノーマライゼーション」

		グラビア紹介「幸せのシーン」

2016年 7月23日	長野日報上伊那版「聖奈のコトバ”聞いて”」

		30日宮田で発達障害考える講演会

2016年 8月 2日	信濃毎日新聞「宮田発達障害考える講演会」

2018年10月 1日	国土交通省プレスリリース「第17回「日本鉄道賞」の受賞者の決定について」

2018年10月14日	日本海新聞 お知らせ「やずブータン村まつり」

2018年11月 1日	JRgazette vol.380「日本鉄道賞」ニュース

2019年 1月 1日	JRgazette vol.382「日本鉄道賞」ニュース

2019年 4月12日	東急グループニュースリリース

		「5月1日～7日、駅直結大型商業施設｢たまプラーザテラス」で

		「たまプラーザトレインパーク2019」を開催

2019年 7月 5日	東洋経済オンライン「聴覚障害者」にとって通勤電車はこんなに怖い」

2019年 7月15日	読売新聞全国版 生きる 語る「瞬間捉え独創の立体画」

2020年 1月30日　東京新聞千葉版「流鉄車両に猫満載 記念乗車券を発売」

2020年 2月 8日　朝日新聞千葉版「流鉄が「にゃんにゃん記念号」」

2021年 1月22日　ちいき新聞流山版「帯色や愛称板を変え再デビュー「流鉄流山線 流星号」

2021年 1月31日　読売新聞千葉版「働く乗り物お色直し」

2021年 2月21日　毎日新聞千葉版「新配色「流星号」出発」

2021年 2月17日　千葉日報「令和3年3月3日ひな祭り記念乗車券」
2021年 2月24日　朝日新聞首都圏版「令和3年3月3日桃の節句記念流鉄が乗車券」

2022年 4月19日　毎日新聞「聴覚障害のイラスト作家・杉本さん　日常描いた作品50点　あすまで横浜で展示会」
2022年 9月 5日　千葉日報「流鉄流山線 愛されるローカル線『乗車券台紙 ファンが描く』」
2024年 6月 5日　千葉日報「6年6月6日記念乗車券発売 流鉄」